# Pierre-Alexandre Adolphe Jullien
Pour les articles homonymes, voir Adolphe Jullien (homonymie).
Adolphe Jullien né le 13 février 1803 à Amiens et mort le 1er mars 1873 à Paris est un ingénieur des ponts et chaussées français.
Il a été directeur de la Compagnie des chemins de fer de l'Ouest et l'un des promoteurs des chemins de fer en France.

## Biographie
Petit-fils du pédagogue Marc-Antoine Jullien, et fils de Jullien de Paris, commissaire du Comité de salut public pendant la Terreur, Adolphe Jullien fut, avec ses frères Auguste et Alfred, élève de Pestalozzi à Yverdon.
En 1830, il se voit confier la conception des grands ponts-canaux du canal latéral à la Loire à Digoin sur la Loire et au Guétin sur l'Allier, sous les ordres des ingénieurs-en-chef Jean Joseph Pierre Vigoureux et Marie-Noël Lejeune.
En 1837, il est attaché au service du canal latéral à la Loire, lorsqu’il est chargé du service de la navigation de l'Aisne, le 31 juillet. À ce poste, il remplit les fonctions d'ingénieur en chef.
En mai 1843, il est nommé ingénieur en chef de première classe à Orléans, lors de l'inauguration de la ligne de la Compagnie du chemin de fer de Paris à Orléans.
En 1846, il passe ingénieur en chef à la Compagnie du chemin de fer de Paris à Lyon, créée le 1er mars 1846. Chargé notamment de la construction de la ligne, il a, entre autres, sous ses ordres l'ingénieur ordinaire de deuxième classe Jules Poirée.
Il conserve ses attributions lors du retour de la ligne dans le giron de l'État, par nationalisation, après la faillite de la compagnie. Le 10 septembre 1849, le président de la république Louis-Napoléon Bonaparte lui remet la croix de commandeur de la Légion d'honneur, lors de son arrivée au débarcadère parisien pour l'inauguration de la première section jusqu'à Sens du chemin de fer de Paris à Lyon dont il est l'ingénieur en chef.
Lors de la reprise de la ligne par la nouvelle Compagnie du chemin de fer de Paris à Lyon, il est confirmé dans ses fonctions de directeur de l'exploitation et de la construction. 
Il meurt le 1er mars 1873 au 133, avenue de Malakoff à Paris. Ses obsèques ont lieu le 5 mars à l'église de Notre-Dame-de-Lorette.
La rue Adolphe-Jullien, située dans le 1er arrondissement de Paris, a reçu son nom.

## Publications
- Note sur les pouzzolanes artificielles employées dans la construction des ponts aqueducs de Guétin sur l'Allier, et de Digoin sur la Loire, dans Annales des ponts et chaussées. Mémoires et documents relatifs à l'art des constructions et au service de l'ingénieur, 2e semestre 1834, p. 30-44 (lire en ligne).
- Observations sur la jurisprudence du conseil d'état, relativement aux indemnités pour dommages occasionnés à des usines, par des travaux d'utilité publique, dans Annales des ponts et chaussées. Mémoires et documents relatifs à l'art des constructions et au service de l'ingénieur, 1er semestre 1837, p. 20-36 (lire en ligne).
- Notes sur quelques propriétés du polygone qu'affecte la chaîne d'un pont suspendu, dans Annales des ponts et chaussées. Mémoires et documents relatifs à l'art des constructions et au service de l'ingénieur, 1er semestre 1837, p. 133-167 (lire en ligne) et planche CXXVI (lire en ligne).
- Note sur la jurisprudence du conseil d'état en matière d'indemnités, dans Annales des ponts et chaussées. Mémoires et documents relatifs à l'art des constructions et au service de l'ingénieur, 1er semestre 1838, p. 94-119 (lire en ligne).
- Du prix des transports sur les chemins de fer, dans Annales des ponts et chaussées. Mémoires et documents relatifs à l'art des constructions et au service de l'ingénieur, 2e semestre 1844, p. 1-68 (lire en ligne).
- Notes diverses sur les chemins de fer, en Angleterre, en Belgique et en France, dans Annales des ponts et chaussées. Mémoires et documents relatifs à l'art des constructions et au service de l'ingénieur, 1er semestre 1845, p. 145-224 (lire en ligne).